# San Martín de Pusa
San Martín de Pusa – gmina w Hiszpanii, w prowincji Toledo, w Kastylii-La Mancha, o powierzchni 104,54 km². W 2011 roku gmina liczyła 847 mieszkańców.